# Smörgåstårta

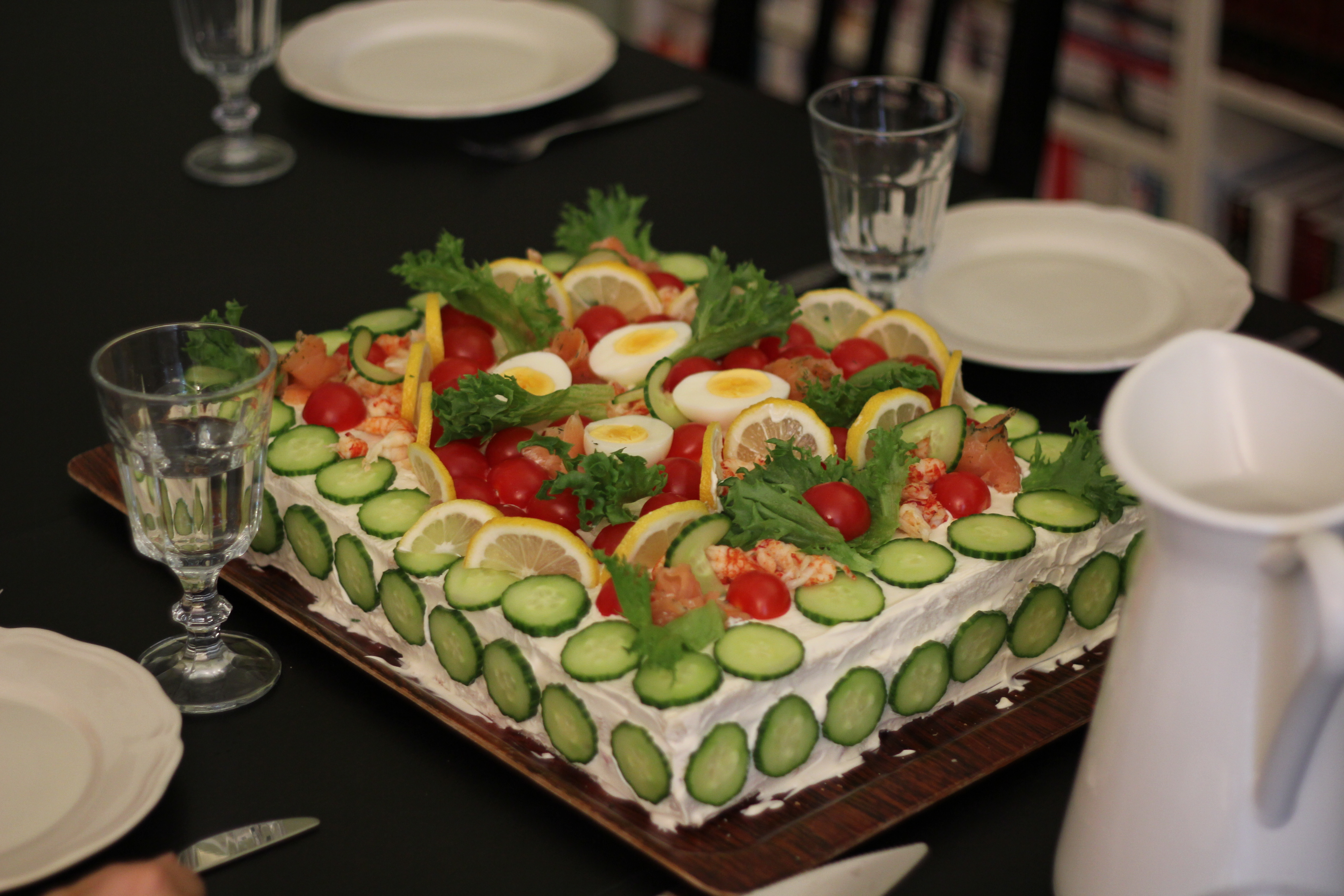
Smörgåstårta guarnecido con gambas, huevo, salmón, jitomate y pepino.

La smörgåstårta (‘tarta sándwich’) es un plato sueco que también es popular en Finlandia. Parecido a un sándwich, tiene tanta cantidad de relleno que se parece más a una tarta.

## Características
El smörgåstårta está normalmente compuesto por varias capas de pan blanco o pan de molde con rellenos cremosos entre ellos. Los rellenos y coberturas cambian, pero el huevo y mahonesa son a menudo la base, pudiendo variar los rellenos adicionales enormemente, si bien a menudo incluye paté de hígado, aceituna, gamba, jamón, fiambres, caviar, queso y salmón ahumado. El smörgåstårta se sirve frío y cortado como una tarta.